# Raduň
Raduň (in tedesco Radun) è un comune della Repubblica Ceca facente parte del distretto di Opava, nella regione della Moravia-Slesia.

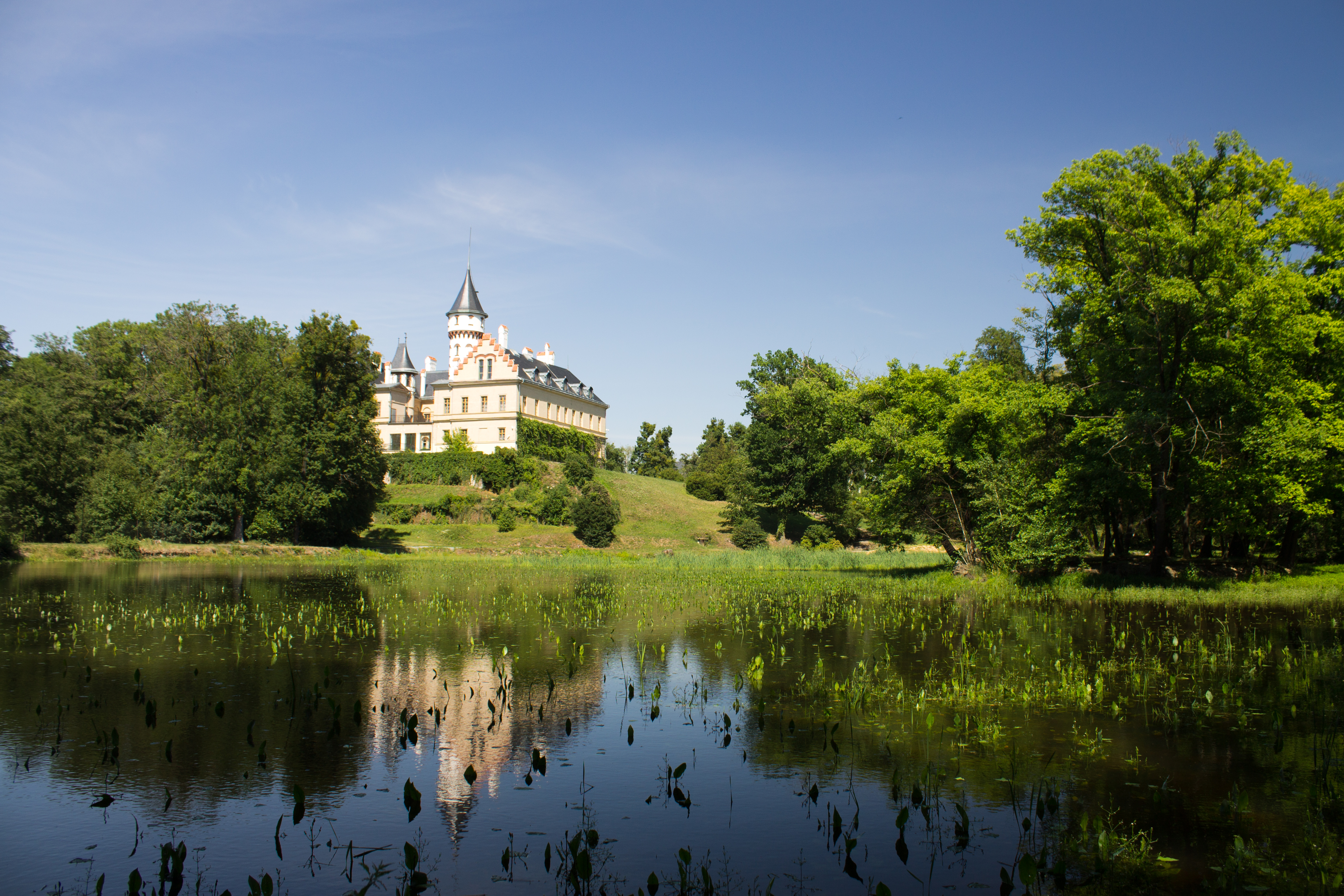
Il castello di Raduň

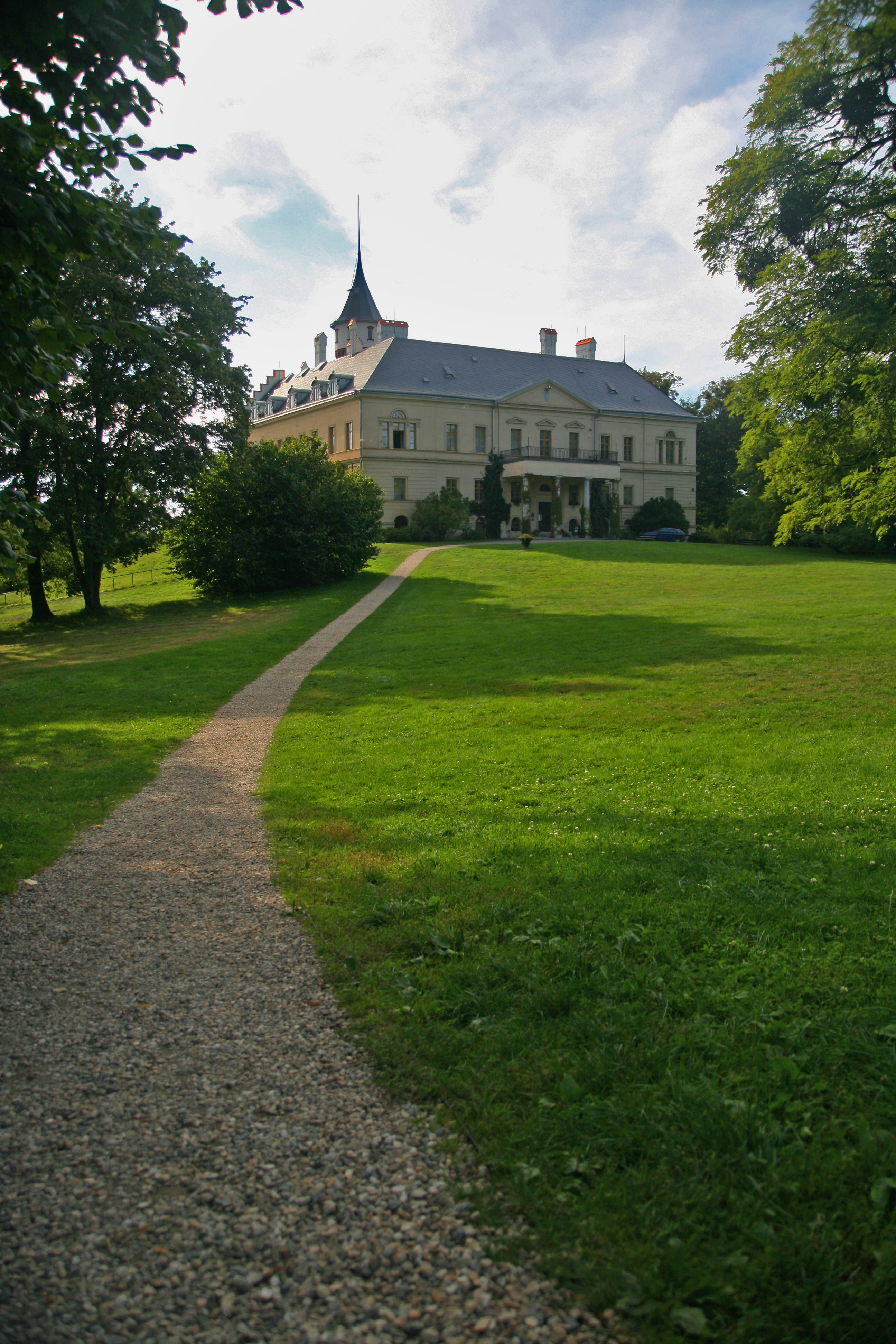
Ingresso al castello

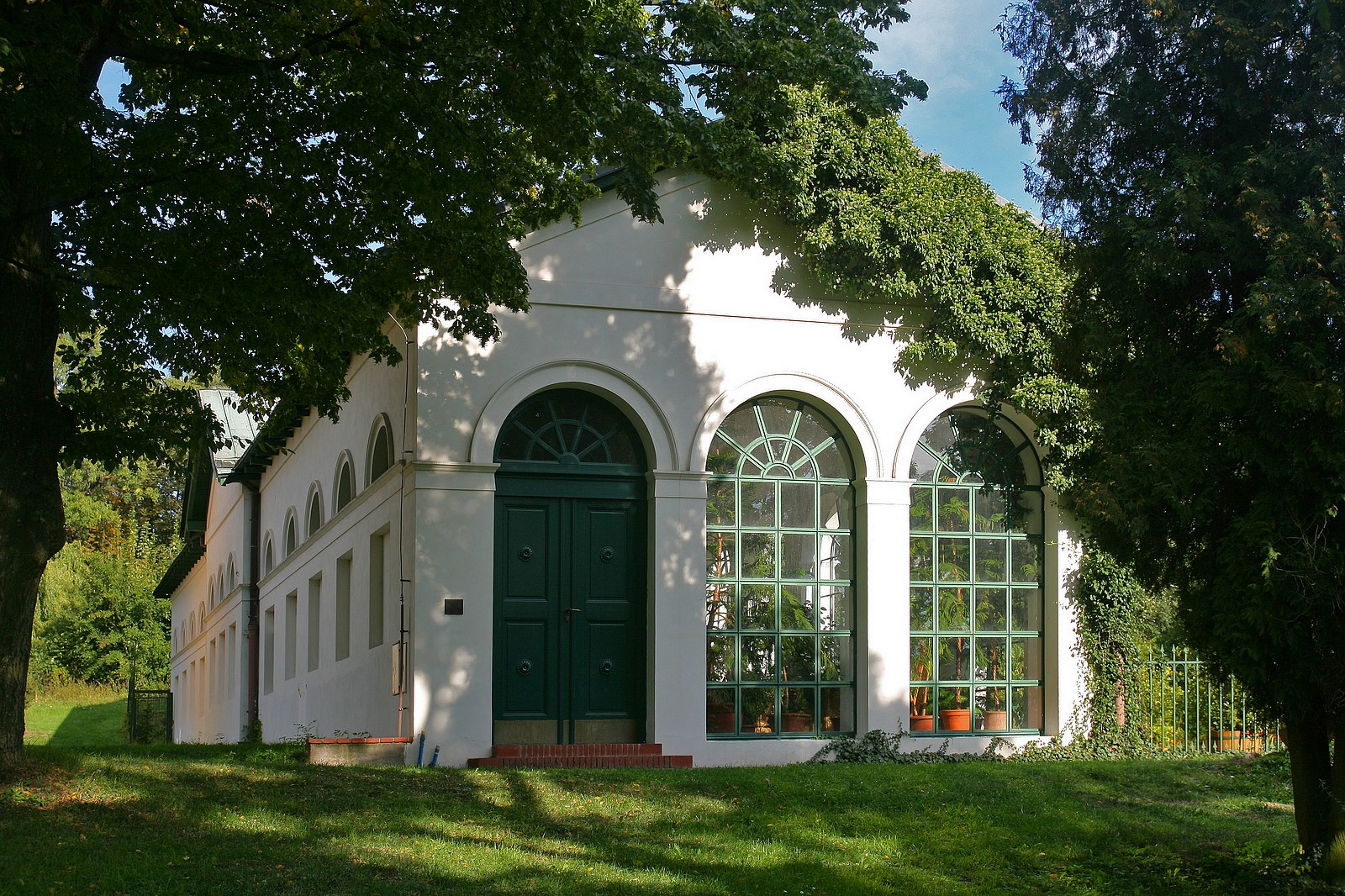
Orangerie nel parco

## Monumenti e luoghi d'interesse

### Architetture religiose
- Chiesa della Santissima Trinità

### Architetture militari e civili
- Castello di Raduň. Il castello,[1] in stile tardo-rinascimentale, è stato costruito dove prima sorgeva una fortezza gotica. Racchiude allestimenti storici e mobilia proveniente dal castello di Hradec nad Moravicí. Due monumenti ricordano il soggiorno nel castello di Raduň dei compositori Ludwig van Beethoven e Franz Liszt. È visitabile anche il parco del castello.